# André Franquin

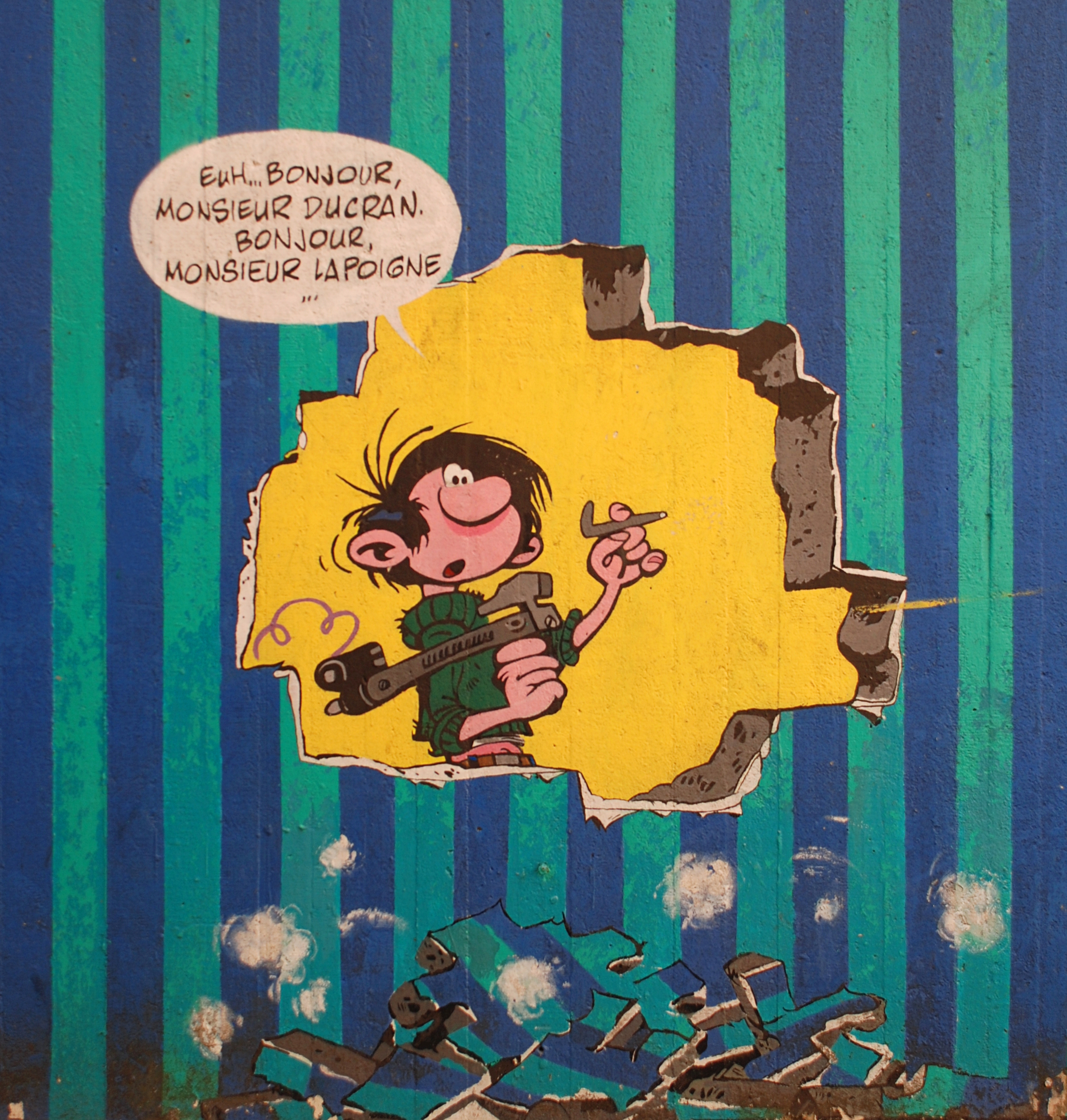
Pintura Mural de Gaston Lagaffe na rue des Wallons em Louvain-la-Neuve na Bélgica.

André Franquin (3 de Janeiro de 1924, Etterbeek, Bruxelas — 5 de Janeiro de 1997, Nice) foi um desenhador e argumentista de banda desenhada belga.

## Biografia
Em 1943, frequenta por pouco tempo o curso do Instituto Saint-Luc de Saint-Gilles. Vai trabalhar em 1944 como desenhista do estúdio de animação CBA, onde conhece grandes mestres da banda desenhada belga: Eddy Paape; Morris; René Follet e posteriormente Peyo que em 1945 vai trabalhar para CBA. Em 1946 é convidado para trabalhar nas edições Dupuis, na revista do Spirou, onde conhece Jijé e começa a trabalhar no Spirou e Fantásio , realizando também várias ilustrações.
Entre 1948 e 1949 viaja pelo México e Estados Unidos com Morris e Jijé continuando a desenhar e a enviar pelo correio as pranchas para as edições Dupuis. Cansado da vida errante, volta para a Bélgica e em 1950 se casa com Liliane.
Spirou e os Herdeiros (Spirou Et Les Heritiers) surge na revista do Spirou, do n°693 ao n°726, entre 26 de Julho de 1951 a 13 de Março de 1952, onde Franquin cria os personagens o Conde de Champignac, Zantáfio, primo de Fantásio e o Marsupilami, um animal de cor amarela com manchas pretas e uma longa cauda que nasce a 31 de Janeiro de 1952.
Por questões de direitos de autor, entre 1955 e 1956, Franquin tem um conflito com as edições Dupuis, indo colaborar no jornal Tintin, edições Lombard. Franquin assina um contrato por 5 anos com Raymond Leblanc, proprietário das edições Lombard, onde nascem os personagens Modest e Pompon. Em 1959, Franquin cede a série Modeste et Pompon às edições Lombard que acabam por a confiar a Dino Attanasio.
Em 1956 volta a trabalhar para as edições Dupuis, tentando então coordenar o trabalho com as duas editoras. Em 28 de Fevereiro de 1957 no nº 985 do Spirou, surge um personagem genial, Gaston Lagaffe o herói-sem-emprego; nesse mesmo ano aparece também no n°1027 do Spirou o jovem Petit Noël.  Em 19 de Fevereiro de 1957 nasce Isabelle, a sua filha.
Deixa de trabalhar no Spirou e Fantásio em 1968, mas decide conservar todos os direitos de autor sobre a personagem do Marsupilami. Dedica-se então a trabalhar no Gaston Lagaffe, Petit Noël e Marsupilami. As primeiras assinaturas animadas de Franquim surgem nos gags de Gaston Lagaffe, a 3 de Dezembro de 1970, na prancha n.º 644 do n.º 1703 do Spirou.
Franquin em 1971 trabalha numa rubrica dedicada aos monstros, com textos de Yvan Delporte e a 17 de Março de 1977, cria as Ideias Negras (Idées Noires), que aparecem num suplemento ao jornal Spirou n° 2031, "Trombone Illustré". Com o desaparecimento do Trombone Illustré, Franquin, em 1981, passa a desenhar para revista "Fluide Glacial". Luce Degotte e Marcel Gotl colaboraram no argumento das Ideias Negras.
Franquin é um notável defensor de causas humanitárias, da Greenpeace, Amnistia Internacional, transpondo as suas causas para os seus desenhos. Em 1980, Gaston Lagaffe faz uma primeira aparição no cinema.
A Marsu Prodution nasce em 1987. O marsupilami passa a ser um herói único, e tem como base a família dos Marsupilamis apresentados por Seccotine em o livro "Ninho dos Marsupilamis". Batem e Greg foram escolhido para trabalhar com Franquin nos álbuns do Marsupilami; posteriormente seguiram-se outros, tais como Yann, Fauche, Adam e Kaminka e Marais.
Em 1989, Franquin cria Les Tifous uma série de desenhos animados de 80 episódios, apresentada na televisão, juntamente com argumento de Delporte, Fauche e Léturgie.
O Gaston deixa de aparecer em 1992 no Jornal Spirou, edições Dupuis e, no mesmo ano, Franquin cede os direitos do Marsupilami à Marsu Productions. A estatua de Gaston é inaugurada na Praça Pacheco em Bruxelas em Fevereiro de 1996.
Vencedor de vários prémios, em 1980 ganha o prémio o Grand Prix National des Arts Graphiques (Prix Nobel de la BD). Em 1991, Franquin recebe a medalha da ordem de Léopold.

## Spirou e Fantásio
Spirou e Fantásio são personagens de Banda Desenhada. Spirou é um jovem aventureiro que se veste de vermelho, de groumet de hotel, está sempre acompanhado por um esquilo, Spip. A personagem do Spirou foi criada por Robert Velter em 1937 na revista do Spirou a pedido de do editor Jean Dupuis. Joseph Gillain, mais conhecido por Jijé, é convidado a trabalhar no  Spirou (1943 a 1946). Em 1944 Jijé, a pedido de seu redactor chefe, Jean Doisy, cria o personagem Fantásio, um repórter/fotógrafo que trabalha no jornal Moustique. Dupuis, em 1946, propõe a Franquin, que este trabalhe no Spirou e Fantásio.
Em 1969, Franquin, cansado do Spirou e de Fantásio, consagra-se ao Marsupilami, Gaston Lagaffe, Petit Noel, etc. Passa a « pasta » a Jean-Claude Fournier (1969-1979), e posteriormente Nic & Cauvin farão três livros (1980-1983). Phillipe Vandevelde (Tome) e Jean-Richard Geurts (Janry) são convidados a desenhar no Spirou (1981-1998) e em 2004 Morvan et Munuera são os novos desenhador e argumentista da série do Spirou.
Durante os 22 anos em que Franquin trabalha no Spirou, surgem várias personagens geniais, tais como o Conde de Champignac, cientista amigo dos jovens Spirou e Fantásio; Marsupilami, um animal de cor amarela com manchas pretas e uma cauda comprida; a jornalista Seccotine; o inimigo Zantafio, primo de Fantasio; Zorglub, um sábio cientista inimigo do conde de Champignac, Gustave Labarbe, Presidente da Câmara de Champignac, o  Dr Kilikil, entre muitos.
O Conde de Champignac, Pacôme Hégésippe Adélard Ladislas, é um cientista que vive num castelo em Champignac, que se especializou em cogumelos. A ele se devem inúmeras invenções e a primeira aparição dá-se em O Feiticeiro de Talmourol (Il Y a un Sorcier à Champignac, © Dupuis 1951). É nesta história que surge a tão conhecida vila de Champinhac com os seus habitantes. Franquin cria um mundo de divertidos gags e de personagens: Gustave Labarbe, o Presidente da Câmara é um desses personagens sempre disposto a discursar e a eleger estátuas com sua esfinge, como também a sucederem-lhe inúmeros percalços, causados pelas invenções do Conde de Champinhac; Duplumier, o secretário do Presidente; Dupilon, sempre bêbado; Jerôme, o Polícia; Lucien, O dono do café de Champinhac; entre muitos.
Zantáfio, primo de Fantásio, aparece pela primeira vez na revista Spirou em "Os Herdeiros". Para receberem a herança de um tio, Fantásio e o seu primo Zantáfio têm de realizar três façanhas: 1º - inventar um aparelho original e de interesse público (surge então o famoso Fantacoptère); 2º - pilotar automóveis de corrida num Grande Prémio; 3º - capturar um Marsupilami. Zantáfio é o vilão da história e torna-se depois propriedade das edições Dupuis.
O Marsupilami, um animal marsupial de cor amarela com manchas pretas com uma cauda comprida, aparece em 31 de Janeiro de 1952, pela primeira vez na revista Spirou em os Herdeiros (Spirou et les Héritiers, © Dupuis 1951). Vive na floresta da Palômbia, tem uma força fenomenal, utiliza a cauda para socar e é um grande consumidor de piranhas. É capturado e torna-se um companheiro inseparável nas aventuras de Spirou e Fantasio.
Em 1955 Seccotine, repórter de Moustique e amiga de Spirou e Fantásio, aparece no Chifre do Rinoceronte (La Corne du rhinocéros © Dupuis 1955). Mas é em 1957 no livro o Ninho dos Marsupilamis (Les Nids des Marsupilamis © Dupuis 1959), em que Seccotine vai à Palombia fazer uma reportagem sobre sobre a vida dos Marsupilamis e como estes se reproduzem - "Os primos da Palombia".
No livro o Dinossauro Congelado (Le Voyageur du Mésozoïque, © Dupuis 1960), o Conde de Champignac descobre um ovo de um Plateossauro congelado nos gelos do Antártico e consegue aquecê-lo gradualmente com uma incubadora. Com a ajuda do X2, extracto de cogumelo que acelera a multiplicação e a evolução das células, provoca o envelhecimento acelerado do dinossauro, causando grandes perturbações no seio da comunidade da vila de Champignac.
No álbum Z como Zorglub (Z comme Zorglub) surge Zorglub, um personagem fascinante, cientista louco, colega de faculdade do Conde de Champignac, que inventa a zorglonda que permite aniquilar a vontade das pessoas.  Cria um exército na Palômbia e pretende associar-se ao Conde de Champignac para a conquista do Universo e elevar a publicidade ao seu ponto mais alto, a Lua - "acoc-aloC". Este personagem intervém de novo em 1962, nos livros A sombra do Z (L'ombre du Z, © Dupuis 1962) e o Castelo do Sábio Louco (Panade à Champignac, © Dupuis 1969).  Torna-se posteriormente propriedade das edições Dupuis. Nestes álbuns surgem dois veículos voadores o Zorglumobile e o Zorgloptère.
Franquin em 1961 trabalha no álbum QRN Sur Bretzelburg mas este vai ser publicado apenas em 1966.  O Marsupilami engole um rádio miniaturizado e provoca uma perturbação  nas  comunicações entre um rádio amador, Switch e o rei de Bretzelburg ( rei de um país fictício), que é prisioneiro do general Schmetterling. Fantásio é raptado em vez de Switch e é levado para a prisão Snapfurmich aonde o Dr Kilikil o vai  torturar. Spirou, Switch, Spip e Marsupilami vão salvá-lo.
Em 3 de março de 1966 Franquin publica no jornal Spirou do n.º 1435 ao 1455, vinte e duas pranchas da história Bravo Les Brothers. Gaston Lagaffe oferece a Fantásio três macacos, que viveram num circo. O impossível acontece, o escritório pára, e sucedem-se um interminável número de gaffes e catástrofes ao estilo das gafes Gaston Lagaffe. Entretanto o antigo mestre dos macacos aparece e Spirou e Fantásio acabam por dar os animais a este homem. Esta história surge mais tarde em 1969 no livro n.º 19, Panade à Champignac.

## Modest e Pompon
Para Franquin "Modeste et Pompon" representam a vida quotidiana de um casal dos anos cinquenta.
Em 1955 surgem o casal Modest e Pompon no jornal Tintin (o semanário dos 7 aos 77 anos) das edições Lombard. Franquin assina um contrato por quatro anos para uma prancha semanal sobre um casal com três sobrinhos, um primo Felix, os vizinhos Dubruit e Ducrin, aonde produz 183 pranchas. Em 1959, Franquin cede a série Modest e Pompon às edições du Lombard que acabam por a confiar a Dino Attanasio.
O mobiliário foi desenhado por Franquin a partir de modelos italianos tipo "Tecno" como também provinham da sua imaginação e representam o design dos anos cinquenta.

### Álbuns
- 60 aventures de Modeste et Pompon,  Parution : 1958
- Bonjour Modeste, Parution : 1959
- Tout plein de gags, Parution : 1973
- Modeste et Pompon, Intégrale, Parution : 1996
- série Millésime - 60 aventures de Modeste et Pompon,2006, editor Lombard

## Marsupilami
O Marsupilami, foi criado em 31 de Janeiro de 1952 por André Franquin. A primeira vez que apareceu foi no Jornal Spirou, edições Dupuis em os Herdeiros (Spirou et les héritiers). Uma das condições para Fantásio receber a herança de seu tio era ter de ir à floresta da Palombia e capturar um marsupilami, um animal marsupial de cor amarela com manchas pretas e uma longa cauda, nunca visto aos olhos dos humanos (excepto do tio de Fantásio). O marsupilami é capturado e torna-se então um companheiro inseparável nas aventuras de Spirou, Fantásio e do esquilo Spip.
Aparece em vários livros da Série Spirou e Fantásio O roubo de Marsupilami, O Refúgio da Moreia, Os Piratas do Silencio, O Gorila, O Ninho dos Marsupilamis, O Dinossauro Congelado, O Prisioneiro do Buda, Z como Zorglub, A Sombra do Z, O Tesouro Submarino, QRN  sobre Bretzelburg, O Castelo do Sábio Louco e Le Faiseur d'or . Mas é em 1957 no livro O Ninho dos Marsupilamis em que uma repórter do Mosquitte, Seccotine, amiga de Spirou e Fantásio, vai à Palombia fazer uma reportagem sobre a vida dos Marsupilamis e como estes se reproduzem "Os primos da Palombia".
O Marsupilami torna-se propriedade do Franquin e aparece pelo ultima vez em 1968 nos livros do Spirou e Fantásio na história Le Faiseur d'or desenhador Fournier.
Em 1987 Franquin funda a Marsu prodution - tornando Marsupilami um herói, tendo como base a família dos Marsupilamis apresentados por Seccotine em o "Ninho dos Marsupilamis". Em 1987 Batem foi escolhido para trabalhar com Franquin, posteriormente seguiram-se outros tais como e Greg, Yann, Fauche, Adam e actualmente Kaminka e Marais.
O Nome Marsupilami vem da fusão de "marsupial", "Pilou-Pilou", e "Ami". Pilou-Pilou em homenagem ao personagem criado por Segar (criador de Popeye). O Pilou-Pilou era um animal que tinha mais ou menos a dimensão do Marsupilami, com um rabo curto, uma pelagem amarela e preta.

### Álbuns
- N.º 0  - Capturez un Marsupilami!     - © Marsu Prodution, 2002 - Franquin, Batem, Greg
- N.º 1  - La Queue du Marsupilami      - © Marsu Prodution, 1987 - Franquin, Batem, Greg
- N.º 2  - Le Bébé Du Bout Du Monde     - © Marsu Prodution, 1988 - Franquin, Batem, Greg
- N.º 3  - Marsupilami 3                - © Marsu Prodution, 1989 - Batem, Yann
- N.º 4  - Le Pollen Du Monte Urticando - © Marsu Prodution, 1989 - Franquin, Batem, Yann
- N.º 5  - Baby Prinz,                  - © Marsu Prodution, 1990 - Franquin, Batem, Yann
- N.º 6  - Fordlândia                   - © Marsu Prodution, 1991 - Franquin, Batem
- N.º 7  – L’or De Boavista             - © Marsu Prodution, 1992 - Franquin,  Batem, Cenário Yann

## Gaston Lagaffe
Em 28 de Fevereiro de  1957 Gaston Lagaffe aparece no n.º 985 do jornal de SPIROU com a cumplicidade do argumentista Jidéhem. Gaston é um personagem genial que trabalha na redacção das Edições do Jornal Spirou.
Surge na redacção sem nenhuma explicação, aparentemente inactivo, é contratado por uma pessoa que ele nem sequer se lembra. Ficou encarregue da manutenção e da vigilância dos extintores e consegue deitar-lhes fogo, no entanto, é integrado no jornal e denominado como um herói-sem-emprego.
É um "gaffeur" inveterado que semeia ventos e tempestades. São numerosas as invenções e gafes criadas por este preguiçoso, que faz tudo para não ter que trabalhar e impedir que os outros trabalhem - o correio sempre atrasado e que se acumula - quando não está a dormir, está a inventar qualquer coisa que não seja trabalho.
Para catalogar o correio utiliza um método muito especial de micro perfurações, em que utiliza como instrumento um cacto. É também um defensor da natureza e dos animais, e como o apartamento aonde vive é pequeno, os seus animais vivem no escritório, um peixinho vermelho, Bubulle, alguns ratos que faz criação, um  gato, Dingue e uma gaivota, que são o terror dos colegas. Chegou ao ponto de levar para o escritório uma vaca que ganhou num concurso. Tem um carro Fiat 509 decorado com motivos desportivos.
Como apreciador de música, gosta de tocar alguns instrumentos musicais, a guitarra, o trombone, chegando a construir um instrumento extraordinário, o "gaffophone", que provocou algumas catástrofe.
É um grande apreciador de boa comida e  inventor de alguns pratos gastronómicos, tais como, bacalhau com morangos, bacalhau com ananás, etc., arranjando sempre maneira de os cozinhar na hora do expediente.
Está sempre pronto para enganar o agente de polícia Longtarin e não ter que pagar os parquímetros ou as multas do estacionamento do carro.
Enfim, é um personagem único da Banda Desenhada Franco Belga.

### Álbuns
- 0:  Gaffes Et Gadgets, (© Editions Dupuis 1985)
- 1:  Gala Des Gaffes, (© Eitions Dupuis 1963)
- 2:  Gare Aux Gaffes, (© Editions Dupuis 1966)
- 3:  Gaffes À Gogo, (© Editions Dupuis 1964)
- 4:  Gaffes En Gros, (© Editions Dupuis 1965)
- 5:  Les Gaffes D'un Gars Gonflé, (© Editions Dupuis 1967)
- 6:  Des Gaffes Et Des Dégâts, (© Franquin/Editions Dupuis 1968)
- 7:  Un Gaffeur Sachant Gaffer, (© Franquin/Editions Dupuis 1969)
- 8:  Lagaffe Nous Gâte, (© Franquin/Editions Dupuis 1970)
- R1: Gala De Gaffes à Gogo, (© Franquin/Editions Dupuis 1970)
- 9:  Le Cas Lagaffe, (© Franquin/Editions Dupuis 1971)
- 10: Le Géant de la Gaffe, (© Franquin/Editions Dupuis 1972)
- R2: Le Bureau Des Gaffes en gros, (© Franquin/Editions Dupuis 1972)
- 11: Gaffes, Bévues Et Boulettes, (© Franquin/Editions Dupuis 1973)
- R3: Gare Aux Gaffes Du Gars Gonflé, (© Franquin/Editions Dupuis 1973)
- R4: En Direct De La Gaffe, (© Franquin/Editions Dupuis 1974)
- 12: Le Gang Des Gaffeurs, (© Franquin/Editions Dupuis 1974)
- 13: Lagaffe Mérite Des Baffes, (© Franquin/Editions Dupuis 1979)
- 14: La Saga Des Gaffes, (© Franquin/Editions Dupuis 1982)
- R5: Le lourd Passé De Lagaffe, (© Franquin/Editions Dupuis 1986)
- 15: Gaffe À Lagaffe!,  (© Franquin/Editions Dupuis 1996)
- Gaston Biographie d'un Gaffeur, Dupuis 1965

## Petit Noël
O Petit Noël é uma personagem de Banda Desenhada que vive em Champignac-en-Cambrousse. Criado por Franquin surgiu em 1957 numa edição especial de natal do Spirou (n° 1027).
Surge também nas aventuras de Spirou e Fantásio (" Le Prisonnier Du Bouddha ", " Panade À Champignac "), e nalguns gags e pranchas com o Marsupilami.
Posteriormente vai ser recriado como um heroi de banda desenhada na colecção "Carrousel", (Spirou n° 1131 em 17 de dezembro de 1959).

### Álbuns
- MR. Noël et l'élaoin', © Dupuis 1959 Franquin apareceu no Spirou n°1131
- Joyeuses Pâques pour mon petit Noël, © Dupuis Franquin/Will
- Les étranges amis de Noël, © Dupuis 1966 Franquin/Will
- La bûche de Noël, © Librairie Durango 1987 Franquin
- Noël et l'Elaoin, © Yann Rudler 1978 Franquin
- Noël et l'élaoin, © Bédérama 1982 Franquin
- Crontch, crontch, © Librairie Durango 1986 Franquin

## Ideias Negras / Monstros
Franquin juntamente com Yvan Delporte cria as Ideias Negras aparecendo a 17 de Março de 1977 num suplemento ao jornal Spirou n° 2031, o "Trombone Illustré". Também colaboraram no argumento Luce Degotte e Marcel Gotlib. Posteriormente dá-se o desaparecimento do Trombone Illustré, passando em 1981 para revista "Fluide Glacial".
As Ideias Negras são um conjunto de histórias em que predomina o sarcasmo e o humor negro. É a criação do humor mais pessoal de Franquin e são desenhadas 65 pranchas a preto e branco, aonde é criado uma série de monstros e gags, contra a destruição, o armamento nuclear, o exercito, os  tecnocratas, os caçadores, os industriais. Franquin adere às causas humanitárias, da Greenpeace à Amnistia Internacional, sendo transposto  para os seus desenhos.
Neste contexto, Franquin utiliza a sua própria assinatura como gag existindo 46 assinaturas animadas nos 65 gags desenhados por ele.

### Álbuns
Fluide Glacial  Editions A.U.D.I.E.
- Idées Noires - tome 1 - 1º trimestre 1981
- Idées Noires - tome 2 - Junho 1984
- Idées Noires - L'intégrale - Mai 2001,compilação de humor Negro de Franquin.

Aedena
- Idées Noires  - Juin 1985

J'Ai Lu - BD
- Idées Noires - Août 1986

Kunst der Comics/Magic Strip/Loempia
- Première suite aux idées Noires - 1989

Editions Rombaldi - Franquin obras completas
- Idées Noires  - septembre 1988

Editions Bédérama
- Cauchemarrant - edições a partir 1979

Editions DUPUIS
- Le trombone illustré - 3º trimestre 1980

Editions pirates
- Idées noires bis - 1984

Editions Comixland
- Slowburn - 4º Trimestre 1989

Editions Collectoropolis
- Slowburn - 1977

Marsu Productions
- Portfolio TROMBONE ILLUSTRÉ
- Le trombone illustré - L'intégrale des titres - Março 2005
- Idées Noires - L'intégrale - Versão Original- Abril 2005

## Isabelle
Isabelle é uma personagem de Banda Desenhada, a história desenrola-se num universo de feiticeiros e de fantasia.  Isabelle foi criada por Will, Yvan Delporte e Macherot. Entre 1978 e 1986 Franquin colabora como argumentista nos álbuns do n.º 3 ao n.º 7.

### Álbuns
- 3 - Les Maléfices de l'oncle Hermès - © Dupuis 1978 Will/Franquin Co-argumentista : Yvan Delporte e Raymond Macherot.
- 4 - L'astragale de Cassiopée - © Dupuis 1979 Will/Franquin Co-argumentista : Yvan Delporte e Raymond Macherot.
- 5 - Un Empire de Dix Arpents - © Dupuis 1980 Will/Franquin Co-argumentista : Yvan Delporte
- 6 - L'étang des Sorciers Arpents - © Dupuis 1981 Will/Franquin Co-argumentista : Yvan Delporte.
- 7 - L'envoûtement du Népenthés Arpents - © Dupuis 1986 Will/Franquin

## Les Tifous
Os Tifous são uma série de 80 épisodios de cinco minutos de desenhos animados, apresentada na televisão, criada por Franquim em 1989, juntamente com argumento de Delporte, Fauche e Léturgie
Produção: Christian MAURON; Cenários: Yvan Delporte, Xavier Fauche et Jean Léturgie
Realisação: Raymond BURLET; Animação: Studios O.D.E.C.-KID CARTOONS (Bruxelles); Música: Claude Engel.(c) TIFOU S.A.
Foi também editado em 1990, um álbum "Les Tifous", Editor Dessis.

## Assinaturas Animadas
As primeiras assinaturas animadas surjem com o Gaston Lagaffe a 3 de Dezembro de 1970 na prancha 644 do número 1703 de Spirou.
Nas Ideias Negras Franquin continua a utilizar a sua assinatura como um gag, existindo 46 assinaturas animadas nos 65 gags desenhados por ele.